# 2021 en journalisme
Cet article présente les faits marquants de l'année 2021 en journalisme.

## Évènements
- 1er janvier : le CSA et la Hadopi fusionnent pour former l'Arcom[1].
- novembre : rachat du site Le Gorafi par la société d'investissement DC Company[2].